# تاريخ البيوريتانية في أمريكا الشمالية
في أوائل القرن السابع عشر، استعمر الآلاف من البيوريتانيون (التطهيريون) الإنجليز أمريكا الشمالية، وخاصة في نيو إنجلاند. كان البيوريتانيون عمومًا أعضاء في كنيسة إنجلترا الذين اعتقدوا أن كنيسة إنجلترا لم تُستصلح بشكل كاف، واحتفظت بالكثير من جذورها العقائدية الكاثوليكية الرومانية، وبالتالي عارضوا السياسة الكنسية الملكية في عهد إليزابيث الأولى ملكة إنجلترا، وجيمس الأول ملك إنجلترا، وتشارلز الأول ملك إنجلترا. وكان معظم البيوريتانيون من «البيوريتانية غير منفصلة»، ما يعني أنهم لم يدعوا إلى إنشاء أبرشية منفصلة متميزة عن كنيسة إنجلترا. أُطلق على هؤلاء فيما بعد اسم «المعتزلين». وكانت أقلية صغيرة من البيوريتانيين «البيوريتانية المنفصلة» دعت إلى إقامة أبرشية خارج الكنيسة. كان الحجاج مجموعة انفصالية، وأنشأوا مستعمرة بليموث في عام 1620. لعبت البيوريتانية غير الانفصالية أدوارًا قيادية في تأسيس مستعمرة خليج ماساتشوستس في عام 1629، ومستعمرة سايبروك في عام 1635، ومستعمرة كونيتيكت في عام 1636، ومستعمرة نيو هافن في عام 1638. أُنشئت مستعمرة رود آيلاند ومزارع بروفيدنس من قبل المستوطنين الذين طردوا من مستعمرة خليج ماساتشوستس بسبب آرائهم الدينية غير الأرثوذكسية. كان البيوريتانيون نشطون في نيو هامبشير قبل أن تصبح مستعمرة تاج في عام 1691.
جاء معظم البيوريتانيون الذين هاجروا إلى أمريكا الشمالية في العقد 1630-1640 فيما يعرف باسم الهجرة الكبرى.
تطور البيوريتانيون في نيو إنجلاند إلى كنائس أبرشية.

## الخلفية (1533–1630)
كانت البيوريتانية حركة بروتستانتية ظهرت في إنجلترا في القرن السادس عشر بهدف تحويلها إلى مجتمع تقي من خلال إصلاح أو تطهير كنيسة إنجلترا من جميع التعاليم والممارسات الرومانية الكاثوليكية المتبقية. خلال حكم إليزابيث الأولى، كان البيوريتانيون في الغالب متسامحين داخل الكنيسة الرسمية. مثل البيوريتانيون، كان معظم البروتستانت الإنجليز في ذلك الوقت كالفينيون في لاهوتهم، وكان العديد من الأساقفة وأعضاء مجلس الملكة الخاص متعاطفين مع الأهداف البيوريتانية. كانت النقطة الرئيسية للجدل بين البيوريتانيين وسلطات الكنيسة حول احتفالات الشعائر الدينية التي اعتقد البيوريتانيون أنها كاثوليكية للغاية، مثل ارتداء الملابس الدينية، والركوع لتلقي القربان المقدس، ورسم علامة الصليب أثناء المعمودية.
في عهد جيمس الأول، لم يعد بعض البيوريتانيين مستعدين لانتظار المزيد من الإصلاحات في الكنيسة. ترك هؤلاء الانفصاليون الكنيسة الوطنية وبدأوا في عقد اجتماعاتهم الدينية، وهاجر الكثير منهم إلى هولندا هربًا من الاضطهاد وللعبادة بحرية. ومع ذلك، بقي معظم البيوريتانيون داخل كنيسة إنجلترا. في عهد تشارلز الأول، ضعفت التعاليم الكالفينية وأصبح الأساقفة أقل تسامحًا مع الآراء البيوريتانية وأكثر استعدادًا لفرض استخدام الاحتفالات المثيرة للجدل. وُضعت ضوابط جديدة على الوعظ البيوريتاني، وعُلق بعض الوزراء أو أُبعدوا عن المناصب. على نحو متزايد، خلص العديد من البيوريتانيين إلى أنه ليس لديهم خيار سوى الهجرة.